# 双龙站 (江原特别自治道)
雙龍站（：／ Ssangnyong yeok */?）是太白線沿線的一座鐵路車站，位於韓國江原特別自治道寧越郡韓半島面，有無窮花號列車停靠。

## 車站結構
站體為1面2線的島式月台。

### 月台配置
| ↑ 堤川  |
| １２ \| |
| 寧越 ↓  |

| 月台 | 路線   | 車種     | 目的地                          |
| ---- | ------ | -------- | ------------------------------- |
| 1    | 太白線 | 無窮花號 | 往 原州、龍門、楊平、清涼里方向 |
| 2    | 太白線 | 無窮花號 | 往 寧越、太白、東海方向         |

## 历史
- 1953年10月1日：落成使用[1]。

## 相鄰車站
韓國鐵道公社
太白線
立石里－雙龍－淵堂